# 愛情無全順
《愛情無全順》是一部台灣電影，由賴俊羽導演，陳柏霖、陳意涵、郭書瑤、姜康哲主演。於2013年12月6日在臺灣上映。導演賴俊羽曾以電影《不能說的秘密》獲得金馬獎最佳視覺效果獎 。

## 劇情簡介
大學話題校花梁小琪（陳意涵 飾），她不僅擁有叱吒風雲的夢幻男友張聖（姜康哲 飾），更是全校所有男生心目中的宅男女神，但她卻打從心裡厭惡宅男。某天小琪因姊妹淘愛上宅男而憤怒在臉書上發表一篇挑釁的「為何我不會愛上宅男」文章，意外挑起網路論戰，一夕之間成為全校爭議人物。

某天晚上，小琪經過校園「菊湖」時意外失足跌入湖中，卻發現湖水竟然莫名其妙乾了，學校中最聰明內向的宅男吳全順（陳柏霖 飾）正好經過解救了她，經由室友陳美雪（郭書瑤 飾）的提醒，小琪才驚覺，她與吳全順竟成了校園傳誦百年的愛情浪漫傳說「菊湖傳說」中的命運戀人—傳說中，在菊湖乾掉之時邂逅的男女，將受到愛情魔咒的束縛，命運注定他們會相戀一生。 梁小琪與吳全順在菊湖邂逅的事情，意外轟動全校，所有人都等著看這個高傲的校花是否真的會愛上宅男。梁小琪認為與宅男配對使她淪為笑柄，為了駁斥菊湖的無稽之談，小琪與美雪開始調查菊湖傳說自辛亥革命時期以來的由來，希望能找出反證，但所有的事實都指向菊湖傳說雖然離奇，卻非常真實，過程中吳全順為了梁小琪而幫他參選學生會長，吳全順奮不顧身的態度與薄涼的男友張聖成強烈反差進而愛上吳全順並與之交往。
後來梁小琪發現自己訪問菊湖的對象全都是吳全順安排的臨時演員，吳全順收買美雪在小琪的手機裡植入木馬以追蹤她的行程，才會有許多看似巧遇其實是事前安排的橋段，菊湖的乾涸與所有傳說都是吳全順為了追求小琪一手安排的浩大工程，小琪得知真相後崩潰怒與吳全順分手，吳全順因此傷心失意足不出戶兩周，同學們認為吳全順消失太久連期末考也未出現發覺有異，破門而入後發現其發臭昏死在電腦前而送入加護病房。後來梁小琪收到前男友張聖告知吳全順入院的簡訊，去加護病房探訪沉睡的吳全順後離開，吳全順甦醒後看到床邊的烏龜徽章猜到小琪有來探訪而痛哭失聲。後來鏡頭帶到7年後，兩人已婚且吳全順任教東寧大學作結。

## 演員陣容

### 主要角色
| 演員   | 角色   | 角色介紹 |
| 陳柏霖 | 吳全順 | 資訊工程系四年級，高智商的好好先生，只要是自己有興趣的事物就會鑽研到底，為亞斯伯格症者。儘管來者不拒，用自己的長才幫助了很多人，但在學校裡還是顯得格格不入，於是逐漸躲進自我保護的世界裡，暗戀梁小琪                |
| 陳意涵 | 梁小琪 | 甜美的女大學生，經濟系二年級,張聖的女朋友，後來分手了，由於小時候的經驗，導致她外貌至上的價值觀，只肯與配得上自己的男生交往。當一個宅男闖入她的世界，梁小琪逐漸發現人的內心往往與外表不同，真相也不如表面那麼簡單。 |
| 郭書瑤 | 陳美雪 | 國際貿易系大二生，跆拳道國手，因為暗戀跆拳社社長而開始練跆拳，練成後卻發現原來他只喜歡可愛的女孩，在失戀後體會到應該要做自己，喜歡張聖，林雨倩搬離宿舍後成為梁小琪的室友。                                          |
| 姜康哲 | 張聖   | 醫學系大三學生，梁小琪的男朋友，後來分手了，籃球校隊，學生會長候選人，學校的菁英份子。因為有個花美男的臉蛋，為了證明自己並非奶油小生，健身練成大塊的肌肉，對好聽的頭銜跟菁英形象也相當重視。                        |

### 特別演出
| 演員         | 角色       | 角色介紹 |
| 安唯綾       | 林雨倩     | 梁小琪室友，也是受人注目的校園美女。但後來愛上曾經追過梁小琪盧姓宅男，決定搬離宿舍和他同居。是一個收到拔罐器當禮物也會很開心的怪女生。                                                             |
| 張少懷       | 鄭啓成     | 為梁小琪採訪的第一對菊湖傳說命運戀人，為生技公司董事長，原本最討厭胖子，但因為菊湖魔咒而跟一個胖子結婚，成就了其他人夢寐以求的至死不渝的愛。                                                       |
| 潘慧如       | 范珍       | 為梁小琪採訪的第二對菊湖傳說命運戀人，原本的夢想是當個記者和環遊世界，但因為菊湖魔咒而認識以賣魚維生的譚大鈞。在一次車禍中被譚大鈞英雄救美，感動之餘決定接受菊湖的安排，和他邁向每天刮魚鱗的生活。 |
| 瞿友寧       | 學校主任   | 就在吳全順申請休學時，出面請梁小琪去跟吳全順道歉，讓學校的電腦和網路順利運作。 |
| 聶雲         | 吳爸爸     | 吳全順的爸爸，成功帥氣的外交官。 |
| 王靜瑩       | 吳媽媽     | 吳全順媽媽，從來就沒有因為自己的小孩與眾不同而放棄他，親手做了小烏龜別針給吳全順打氣，是吳全順心中的溫暖依靠。                                                                                     |
| 張本渝       | 女義士     | 菊湖傳說的創始人。在湖水乾掉的一刻遇見自己的愛人，因此開啟了菊湖傳說的源頭，但他們最終是否在一起成謎。                                                                                             |
| 鄭家純       | 吳怡芬     | 愛上吳全順的大學女生，要求梁小琪幫忙牽線，約吳全順一起去double date。在咖啡廳使出渾身解數，波濤洶湧地往吳全順進攻，搞得吳全順很緊張，梁小琪大吃醋。                                                |
| 盧廣仲       | 很盧的宅男 | 多才多藝的宅男。曾經模仿墨西哥人拿著吉他在女生宿舍外面對梁小琪深情歌唱，卻遭到無情的拒絕。但皇天不負苦心人，後來跟梁小琪的室友林雨倩在一起。                                                       |
| Alan(蔡啞輪) | 路人       | 陳美雪的短命學弟，在一群爭奪當美雪朋友的比賽中脫穎而出，但最後慘遭宅男暗算。 |

## 拍攝地點
片中校園場景大多在台南國立成功大學拍攝，菊湖全景則是出自國立中興大學的中興湖 ，但由於湖內外的戲場景分開拍攝，電影中的乾枯湖底是劇組在國立中正大學特別搭出的爛泥湖景。次要場景則包含台南水仙宮市場、高雄榮總台南分院和嘉義縣立三興國小等等。

## 相關產品
- 第九單位. . 凱特文化. 2013年11月27日: 160頁. ISBN 978-986-588-248-8 （中文）. 書中除了豐富的電影劇照，同時也對所謂的「宅男」進行深度探討。另外也收錄了幾位主要的幕後工作人員，在電影製作過程中的遭遇和感想，讓大家更了解一部電影的誕生的過程。

- 藍弋; 原著劇本／李佳穎. . 凱特文化. 2013年12月14日: 192頁. ISBN 978-986-588-250-1 （中文）. 由電影劇本改編，作者藍弋丰。著有《海角七號》電影小說、《明騎西行記》、《橡皮推翻了滿清》等。

## 票房
電影上映3天票房突破820萬新台幣。

電影上映10天累積票房1650萬新台幣。

電影上映11天累積票房2000萬新台幣。

## 相关
影片中曾出现“菊湖”的维基百科中文頁面，實為制作團隊的杜撰，因此維基百科並無此頁面。

導演賴俊羽曾參與「不能說的秘密」特效製作 ，因此周杰倫送上暢銷曲《陽光宅男》作為本片插曲 ，沒有收任何版權費用。

電影裡出現電影《劍雨》片段。

## 引用
1. ↑   《愛情無全順》導演演員揭菊湖傳說神秘面紗 的存檔，存档日期2015-02-21.
2. ↑  .   [2015-02-21]. （原始内容存档于2015-02-21）.

## 外部連結
- 《愛情無全順》官方網站
- 愛情無全順的Facebook專頁
- Yahoo奇摩電影上《愛情無全順》的資料（繁體中文）
- MSN娛樂上《愛情無全順》的資料（繁體中文）

- 開眼電影網上《愛情無全順》的資料（繁體中文）
- 香港影庫上《愛情無全順》的資料（繁體中文）
- 时光网上《愛情無全順》的資料（简体中文）
- 豆瓣电影上《愛情無全順》的資料 （简体中文）
- 互联网电影数据库（IMDb）上《愛情無全順》的资料（英文）